# 泰莎·梅內塞斯
泰莎·梅內塞斯（葡萄牙語：Thaísa Menezes，1987年5月15日—），是一名巴西女子排球運動員，位置為中間手。現時效力於巴西球隊米拿斯女排俱乐部。
泰莎在2005年開始成為巴西國家女子排球隊一員。並於2019年正式宣佈退役。然而在2023年國家隊賽季，她重返國家隊名單，並參加當年度的女子排球國家聯賽以及女子排球奧運資格賽等賽事。

## 獎項

### 個人榮譽
- 2012年世界女排大獎賽：最佳中間手
- 2013年世界女排大獎賽：最佳中間手
- 2016年世界女排大獎賽：最佳中間手